# Castell de Santa Engràcia
El Castell de Santa Engràcia és el castell del poble de Santa Engràcia, de l'antic terme de Gurp de la Conca, municipi de Tremp.
Fou un dels sis castells amb què el comte Artau I de Pallars Sobirà dotà la seva muller, Llúcia, germana de la comtessa Almodis de Barcelona. Corria l'any 1057, i així el castell fou lliurat als comtes de Barcelona, Ramon Berenguer I i Almodis.
El 1484 el castell fou reintegrat al comtat, ja marquesat, de Pallars, després d'ésser conquerit a Hug Roger III. Per això va romandre en mans dels Ducs de Cardona fins a l'extinció dels senyorius.
Se'n conserva la part inferior d'una torre de planta circular. El diàmetre interior és de prop de mig metre, i la part conservada ateny els 3 metres en el lloc més alt. Al costat, es veuen les traces d'un cos d'edifici ampli. Tot el conjunt és fet amb un aparell regular, però no gaire gros i no gaire polit, cosa que fa pensar en una obra del segle xi.